# Aeglidae
Aeglidae é uma família de crustáceos da infraordem Anomura que integram a superfamília monotípica Aegloidea. Os membros desta família vivem em habitats de água doce e têm distribuição natural restrita à América do Sul. Esta família agrupa a totalidade dos membros do grupo Anomura encontrados em água doce, com exceção da espécie Clibanarius fonticola, um caranguejo-eremita endémico em Espiritu Santo (Vanuatu). Aegla, o único género extante da família, contém cerca de 72 espécies extantes validamente descritas.

## Descrição
Os membros da família Aeglidae apresentam semelhanças morfológicas com a superfamília Galatheoidea, nomeadamente o abdómen parcialmente dobrado sob o tórax. O grande dimorfismo sexual no abdómen está diretamente relacionado com o hábito de transportar os ovos fertilizados sobre os pleópodes.
Os Aeglidae são omnívoros, preferindo matéria vegetal, mas também consumindo insectos, moluscos, pequenos peixes e larvas.
O acasalamento é precedido por um período de cortejo sexual e, contrariamente ao que é comum em Decapoda de grupos taxonómicos filogeneticamente próximos, não coincide com as fases de muda da carapaça. Os ovos dão diretamente origem a juvenis que logo na eclosão são morfologicamente semelhantes aos adultos. Os progenitores cuidam da sua prole, mantendo-a próxima do fundo do corpo de água.
Os membros desta família têm distribuição natural na América do Sul, nas regiões entre os 20° S e os 50° S, em altitudes que vão dos 320 aos 3500 m acima do nível médio do mar. Aegla, o único género extante da família, contém cerca de 72 espécies extantes validamente descritas. Entre as 63 espécies e subespécies descritas em 2008, duas encontram-se em lagos, quatro em cavernas e as restantes 57 encontram-se predominantemente em rios e outros cursos de água. O género inclui 10 espécies endémicas do Brasil, todas com distribuição natural restrita às regiões do sul e sueste do país.
O registo fóssil do grupo inclui um conjunto de taxa fósseis, nomeadamente dos géneros Haumuriaegla e Protaegla. No género Haumuriaegla, a espécie Haumuriaegla glaessneri é conhecida apenas do registo fóssil do Haumuriano (Cretáceo Superior) encontrado próximo de Cheviot, Nova Zelândia. Ao tempo da sua descoberta, Haumuriaegla era o único fóssil conhecido da família e o seu único membro marinho. A espécie Protaegla miniscula foi descoberta em rochas do Albiano na Formação Tlayúa, próximo de Tepexi de Rodríguez, México.
A família parece ter a sua origem no ambiente marinho, há pelo menos 75 milhões de anos atrás, e entrou na América do Sul a partir das costas do Oceano Pacífico durante o Oligoceno.

## Espécies
Aegla, o único género extante da família, contém cerca de 72 espécies extantes validamente descritas (lista actualizada a 2012):
- Aegla abtao Schmitt, 1942
- Aegla affinis Schmitt, 1942
- Aegla alacalufi Jara & López, 1981
- Aegla araucaniensis Jara, 1980
- Aegla bahamondei Jara, 1982
- Aegla brevipalma Bond-Buckup & Santos in Santos et al., 2012
- Aegla camargoi Buckup & Rossi, 1977
- Aegla castro Schmitt, 1942
- Aegla cavernicola Türkay, 1972
- Aegla cholchol Jara & Palacios, 1999
- Aegla concepcionensis Schmitt, 1942
- Aegla denticulata Nicolet, 1849
- Aegla expansa Jara, 1992
- Aegla franca Schmitt, 1942
- Aegla franciscana Buckup & Rossi, 1977
- Aegla grisella Bond-Buckup & Buckup, 1994
- Aegla hueicollensis Jara & Palacios, 1999
- Aegla humahuaca Schmitt, 1942
- Aegla inconspicua Bond-Buckup & Buckup, 1994
- Aegla inermis Bond-Buckup & Buckup, 1994
- Aegla intercalata Bond-Buckup & Buckup, 1994
- Aegla intermedia Girard, 1855
- Aegla itacolomiensis Bond-Buckup & Buckup, 1994
- Aegla jarai Bond-Buckup & Buckup, 1994
- Aegla jujuyana Schmitt, 1942
- Aegla laevis (Latreille, 1818)
- Aegla lata Bond-Buckup & Buckup, 1994
- Aegla leachi Bond-Buckup & Buckup in Santos et al., 2012
- Aegla leptochela Bond-Buckup & Buckup, 1994
- Aegla leptodactyla Buckup & Rossi, 1977
- Aegla ligulata Bond-Buckup & Buckup, 1994
- Aegla longirostri Bond-Buckup & Buckup, 1994
- Aegla manni Jara, 1980
- Aegla marginata Bond-Buckup & Buckup, 1994
- Aegla manuniflata Bond-Buckup & Santos in Santos et al., 2009
- Aegla microphthalma Bond-Buckup & Buckup, 1994
- Aegla muelleri Bond-Buckup & Buckup in Bond-Buckup et al., 2010
- Aegla neuquensis Schmitt, 1942
- Aegla oblata Bond-Buckup & Santos in Santos et al., 2012
- Aegla obstipa Bond-Buckup & Buckup, 1994
- Aegla occidentalis Jara, Pérez-Losada & Crandall, 2003
- Aegla odebrechtii Müller, 1876
- Aegla papudo Schmitt, 1942
- Aegla parana Schmitt, 1942
- Aegla parva Bond-Buckup & Buckup, 1994
- Aegla paulensis Schmitt, 1942
- Aegla perobae Hebling & Rodrigues, 1977
- Aegla pewenchae Jara, 1994
- Aegla plana Buckup & Rossi, 1977
- Aegla platensis Schmitt, 1942
- Aegla pomerana Bond-Buckup & Buckup in Bond-Buckup et al., 2010
- Aegla prado Schmitt, 1942
- Aegla renana Bond-Buckup & Santos in Santos et al., 2010
- Aegla ringueleti Bond-Buckup & Buckup, 1994
- Aegla riolimayana Schmitt, 1942
- Aegla rossiana Bond-Buckup & Buckup, 1994
- Aegla rostrata Jara, 1977
- Aegla saltensis Bond-Buckup & Jara in Bond-Buckup et al., 2010
- Aegla sanlorenzo Schmitt, 1942
- Aegla scamosa Ringuelet, 1948
- Aegla schmitti Hobbs III, 1979
- Aegla septentrionalis Bond-Buckup & Buckup, 1994
- Aegla serrana Buckup & Rossi, 1977
- Aegla singularis Ringuelet, 1948
- Aegla spectabilis Jara, 1986
- Aegla spinipalma Bond-Buckup & Buckup, 1994
- Aegla spinosa Bond-Buckup & Buckup, 1994
- Aegla strinatii Türkay, 1972
- Aegla talcahuano Schmitt, 1942
- Aegla uruguayana Schmitt, 1942
- Aegla violacea Bond-Buckup & Buckup, 1994